# BR Nr. 18000
Die 18000 ist der Prototyp einer Gasturbinenlokomotive für den Schnellzugdienst der British Railways (BR). Zusammen mit der von Metropolitan-Vickers zu Vergleichszwecken gebauten BR 18100 sollte sie der Entwicklung eines alltagstüchtigen Antriebs dienen.

## Geschichte
Der Chefingenieur Frederick William Hawksworth der Great Western Railway (GWR), eine der Vorgängergesellschaften der 1948 gegründeten British Railways, bestellte im Oktober 1946 eine Gasturbinen-Elektro-Lokomotive bei Brown Boveri in der Schweiz, die 1949 an die nunmehrige Western Region von BR geliefert wurde. Den mechanischen Teil der Lokomotive ließ Brown Boveri bei der SLM in Winterthur fertigen.
Die Lokomotive wurde am 24. Oktober 1949 fertiggestellt und unternahm noch am selben Tag ihre erste Probefahrt. Im November erfolgten dann mehrere Probefahrten unter anderem auch zusammen mit der SBB Am 4/6. Im Februar 1950 wurde sie nach England überstellt, wo sie ab dem Sommerfahrplan 1950 im planmäßigen Dienst verwendet wurde.
Die 18000 wurde bei British Rail hauptsächlich vor Schnellzügen in deren „Western Region“ zwischen London-Paddington, Bristol und dem Südwesten von Großbritannien bis ins Jahr 1960 eingesetzt.

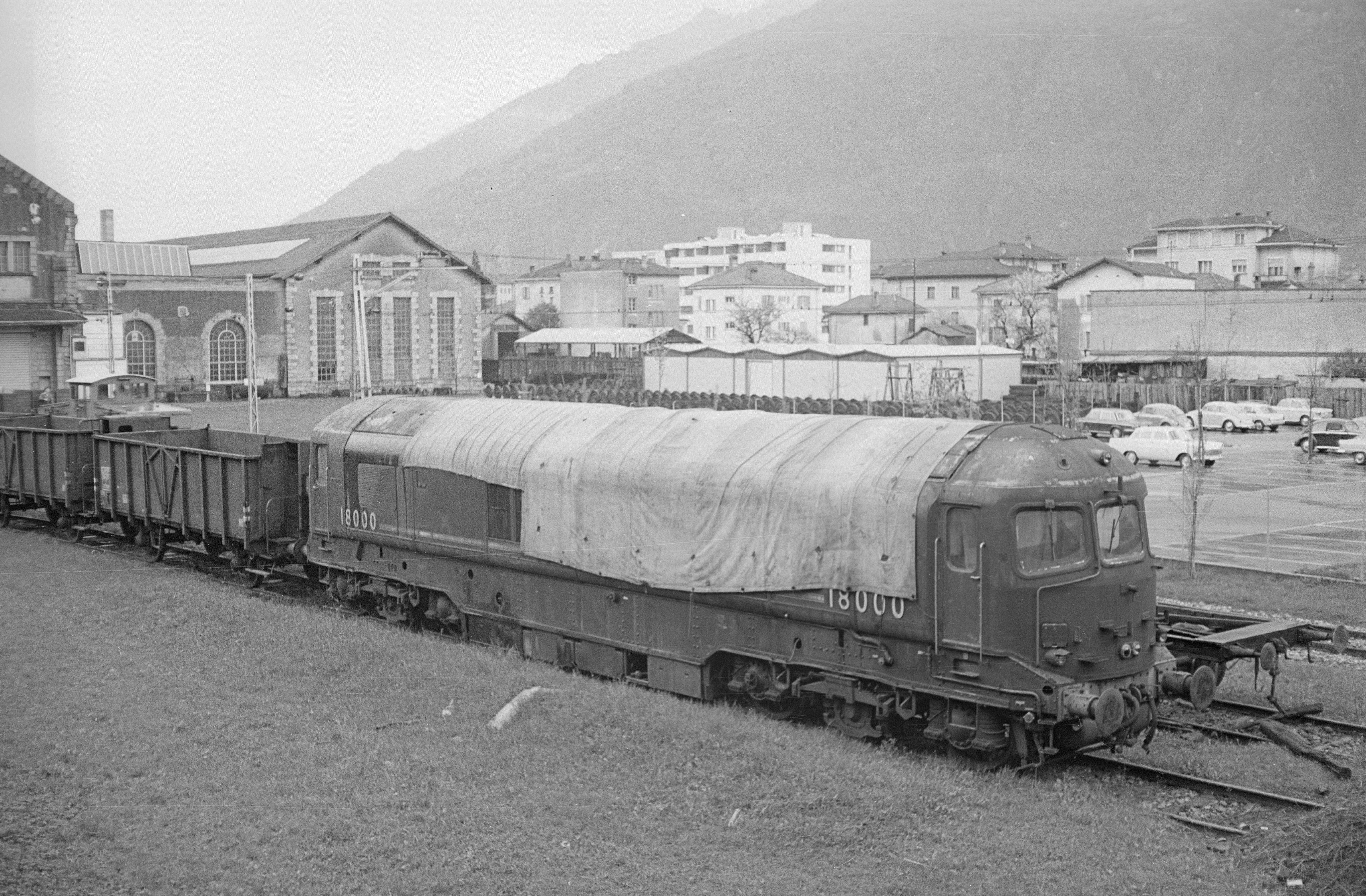
Die 18000 in Bellinzona, 1967

Nach der Ausrangierung bei der BR kam die Lokomotive in den Besitz des ORE (Office des recherches et d’essais). Das Fahrzeug wurde in der SBB Werkstätte Bellinzona zum ORE-Versuchsfahrzeug B44 umgebaut, wobei die Antriebsanlage ausgebaut wurde. Die B44 wurde als geschlepptes Versuchsfahrzeug für Haftreibungsmessungen und Bremsversuche verwendet. Dabei blieb die Loknummer 18000 erhalten.
Zwischen 1976 und 1980 war sie beim Depot Erstfeld der SBB an der Gotthardbahn abgestellt.
Danach war sie bis in die 1990er-Jahre als Denkmal auf dem Areal der technischen Versuchsanstalt in Wien Arsenal aufgestellt. Von dort wurde sie nach England zurückgebracht, wo eine äußerliche Aufarbeitung erfolgte.

### Verbleib
Die 18000 wird in Großbritannien im Didcot Railway Centre museal erhalten.

## Technisches
Die Lokomotive ist bezüglich der Gasturbine und des Generators eine Weiterentwicklung der Am 4/6 der SBB von 1941. Die britische Lok ist aber im Gegensatz zu ihrer Vorgängerin eine reine Drehgestelllokomotive, da man sich im Lokomotivbau auch in den höchsten Leistungsklassen in der Zwischenzeit von den Rahmenlokomotiven abgewendet hatte. Im Gegensatz zur Am 4/6 ist es bei der 18000 möglich, alle Steuervorgänge von beiden Führerständen aus einzuleiten. Die Lokomotive ist für die sitzende Bedienung vorgesehen, was zu jener Zeit noch nicht selbstverständlich war.
Die vier Fahrmotoren treiben jeweils einzeln den äußeren Radsatz des dreiachsigen Drehgestells an.
Die Lokomotive trägt die Fabriknummer 3977 der SLM.

### Antrieb
Die Verbrennungsluft wird über die Seitenwände angesaugt. In den Lufteinlassöffnungen sind auch die Schmierölkühler untergebracht. Durch das Gebläse wird die Luft zunächst durch den Luftvorwärmer gedrückt, bevor sie mit rund 5,1 kg/cm² Druck die Brennkammer erreicht. Von der Brennkammer wird das Luft-Gasgemisch in die Gasturbine geleitet und die Abgase über den Wärmetauscher ins Freie geleitet. Beim Eintritt in die Turbine hat das Luft-Gasgemisch eine Temperatur von 600 °C, die Abgase beim Verlassen der Lokomotive noch 250 °C. Die Wellen des Gebläses und die Gasturbine sind beidseitig gelagert und miteinander verbunden. Auf der Gebläseseite ist das Zahnradgetriebe angebracht, das die Drehzahl im Verhältnis von 1:6,6 reduziert. Als Volllast-Drehzahl werden für die Gasturbinen-Gebläse-Gruppe 5300/min angegeben, für den Generator 800/min. Der Generator ist einseitig fest mit dem Kupplungsflansch des Getriebes verbunden und besitzt nur auf der gegenüberliegenden Kollektorseite ein Lager, dort befindet sich auch das Lüfterrad des Generators.
Neben der Gasturbine besitzt die Lokomotive einen Hilfsdiesel, der für die Fremderregung des Hauptgenerators und die Speisung des Hilfsbetriebs zuständig ist. Der Sechszylinder-Saurer-Dieselmotor treibt direkt einen Generator mit einer Dauerleistung von 40 kW bei 100 Volt und 1150/min an, die Höchstdrehzahl des Dieselmotors wird mit 1500/min angegeben.
Es ist möglich, die Lokomotive nur mit Hilfe des Hilfsdieselmotors zu bewegen, indem zwei Fahrmotoren von diesem gespeist werden.
Die Gasturbine wird gestartet, indem mit dem Hilfdieselgenerator der Hauptgenerator als Motor betrieben wird. Bei diesem werden dabei die Rotor- und Statorwicklung in Serie geschaltet (Funktionsweise eines Reihenschlussmotors) und die über ein Getriebe mit dem Generator gekuppelte Gasturbinenanlage wird auf die Zündgeschwindigkeit gebracht. Die Zündgeschwindigkeit beträgt rund 1/5 der Volllastdrehzahl. Dann wird mit der Brennkammerdüse Dieselöl eingespritzt und endzündet, worauf die Gasturbinengruppe selbständig beschleunigt und der Hilfsgenerator auf Hilfsbetrieb umgeschaltet wird. Nach einigen Minuten, wenn die Gasturbine warmgelaufen ist, kann dann manuell auf das erwärmte schwere Heizöl umgeschaltet werden.
Die vier Antriebsmotoren haben eine Stundenleistung von jeweils 394 kW bei 636 Volt und 1290/min. Sie sind dauernd parallel geschaltet und besitzen jeder einen eigenen Wendeschalter, Höchststromrelais und Motorenschütz. Die Kraftübertragung auf die Triebräder erfolgt mittels eines BBC-Federantriebes.
Als Batterie zum Anlassen des Hilfsgeneratorgruppe ist ein Nickel-Cadmium-Akkumulator mit 54 Zellen und 200 Ah eingebaut. Dieser versorgte auch andere Hilfsantriebe bei Stillstand des Dieselgenerators.

## Sonstiges
Die 18000 war schwarz lackiert. Das Dach und die Drehgestelle waren silbergrau lackiert.